# 산둥 루이
샹동 루이 또는 샹동 루이 기술 회사 그룹은 중국 섬유 및 의류 회사이다. 1972년 중국 지닝에서 설립 된 이 회사는 샹동 루이의 자회사이다. 2017년 기준으로 루이 그룹은 중국에서 가장 큰 섬유 제조업체이다. Bally, SMCP, Aquascutum 등 여러 곳을 포함한 브랜드를 소유 또는 일부 소유하고 있으며 LVMH와 동등한 중국 업체가 되겠다는 포부를 표명했다.

## 역사

### 1972 ~ 2000
이 회사는 1972년에 설립되어 예전에는 산둥 진모사 공장으로 알려져 있었지만, 중국의 진을 거점으로 하고 있다. 또한, Jining Ruyi Investment Co., Ltd.의 자회사이다. 키유 야푸는 1992년 말에 산둥 루이 울 섬유 그룹의 부사장으로, 1996년말에 사장으로 취임했다. 1997년 말 회장 겸 사장으로 취임해 2002년까지 재직했다.
산둥루이는 2001년에 설립되었다. 2002년 8월부터 2008년 8월까지 산둥 루이 과학기술 그룹의 회장 겸 사장을 맡고 있었다. 산동 루이 울 섬유 그룹 주식회사의 사장이기도 하다. 2010년, 동사는 일본의 어패럴 메이커, 레나운의 주식의 41%를 368억달러에 매수해, 최대의 주주가 되었다.
2016년 기준으로, 동사는 홍콩을 거점으로 하는 신사복 그룹 트리니티도 소유하고 있다. 트리니티는 2억 8388만달러에 매수되었다. 2016년 12월, 영국 고급 의류업체 Aquascutum은 구매 회사 2곳에게 1억 2000만달러 (9700만파운드)에 매각될 예정이었다. 그 중 한 곳은 산둥 루이다. 산둥 루이에게 1억 1700만달러에 매각되었다.
2016년 기준으로, 산둥 루이는 프랑스의 SMCP, 패션 브랜드 Sandro, Maje[fr], Claudie Pierlot를 소유하고 있다. 이 회사는 6개월간의 협상 끝에 2016년 SCMP의 과반수 지분을 11억 5000만파운드에 인수했다. 다니엘 라롱데 SMCP 최고경영자(CEO)는 이번 투자는 SMCP의 해외, 특히 아시아에서의 성장에 자금을 제공하는 것이라고 말했다. 이후 SMCP는 2017년 주식을 공개했고, 산둥 루이는 주식을 보유했다.

### 2017 ~ 2019
2017년 11월, 동사는 신사복 공급회사 Bagir의 54%의 주식을 1650만달러에 매수할 것을 제안했다. 매수는 2018년 8월 31일에 완료할 예정이다. 2018년 2월, 산둥루이는 모회사인 JAB홀딩컴퍼니로부터 스위스의 고급 패션 브랜드 Bally의 과반수 주식을 비공개로 취득했다. 하지만 1년 넘게 영업을 중단했다. 당시 양푸 키우는 산둥 루이그룹의 회장이었다. 2018년 2월 현재 영국의 억만장자 필립 그린 경은 자신의 아르카디아 회사를 산둥 루이에 매각하는 것을 검토하고 있다. 2017년 기준으로 Ruyi Group은 중국에서 가장 큰 섬유업체이다. 2018년 기준으로 고급 패션 그룹의 수익 면에서도 톱 20에 진입하고 있다.
2019년 동사는 Invista의 Apparles & Advanced Textiles 사업을 20억달러 가 넘는 가격으로 인수해 Lycra, Coolmax 등의 제품을 포트폴리오에 포함시켰다. 인수된 사업은 라이크라사 명의로 운영되고 있다.

## 운영
2018년 기준으로 실, 천, 원자재 공급, 염색, 직, 봉제, 생산 등 의류산업 체인에 사업 대부분이 집중되어 있다. 이 회사는 중국, 일본, 호주, 뉴질랜드, 인도, 파키스탄, 영국, 독일, 이탈리아 등 여러 나라에 사업을 전개하고 있다. 2017년, 산둥 루이 테크놀로지 그룹은 4억 1000만달러의 프로젝트로 아칸소주의 옛 TV 공장을 북미 최초의 시설로 개장한다고 발표했다. 그는 아칸소 주의 면화 생산량을 거의 모두 흡수할 것이라고 예상했다.